# Watergall
Watergall – osada i civil parish w Anglii, w Warwickshire, w dystrykcie Stratford-on-Avon. W 2001 roku civil parish liczyła 6 mieszkańców.